# 土曜ドラマ (日本テレビ)
『土曜ドラマ』（どようドラマ）は、1969年10月から1987年3月まで、および1988年4月から日本テレビ系列で毎週土曜日21時 - 21時54分 （JST）に放送されているテレビドラマ枠。ステレオ放送、文字多重放送、連動データ放送（一部地域を除く）を実施している。
本項目では前身となる『土曜グランド劇場』（どようグランドげきじょう）、2024年4月 - 2025年3月の『土ドラ9』（どドラナイン）と『土ドラ10』（どドラテン）についても記述する。

## 概要
1998年3月までは『土曜グランド劇場』または『グランド劇場』、一時期（2004年ごろ）「Surprise Saturday」というサブタイトルが付いていた。長らく土曜日21時台に放送され、『土9』（どっく）の愛称で親しまれていたが、2017年4月期より22時台に変更された。
その後、2024年4月期改編で『水曜ドラマ』枠の実質的な枠移動として『土ドラ9』（どドラナイン）として土曜21時台のドラマ枠が復活。22時台も引き続きドラマ枠となり、併せて『土曜ドラマ』から『土ドラ10』に改称された。これにより日本テレビ系列の土曜日に2時間連続でドラマ枠が組み込まれることになった。
しかし、わずか1年後の2025年4月に『水曜ドラマ』が復活し、『土ドラ9』が廃止された。『with MUSIC』が10時台に枠移動したことに伴い『土ドラ10』が1時間繰り上げとなって『土曜ドラマ』に再改称され、2017年3月以来8年ぶりに21時台の『土曜ドラマ』枠が復活した。

## 枠の特徴

### 概歴
- 1969年10月に、『夜のグランド劇場』（1968年4月 - 1969年9月、木曜21時30分枠）が移動してくる形で、『グランド劇場』放送開始。第1作『90日の恋』からカラー放送を実施[3]。
- 開始当初は21時30分からのスタートだったが、21時の単発30分ドラマ『夫婦日記』の廃枠にともない、1973年10月から放送の『さよなら・今日は』より21時スタートとなった。
- 原則として「連続ドラマ」であるが、21時30分時代末期の1972年8月26日 - 1973年9月29日までは連続ドラマを中断し、一話完結の単発ドラマを放送していた。なお、21時開始になってからの1時間枠の単発作品は1977年1月1日の『新春大吉』（唯一の元日放送）のみで、『土曜グランド劇場』→『土曜ドラマ』時代は1回も放送されていない。
- 1976年3月20日放送開始の『二丁目の未亡人は、やせダンプといわれる凄い子連れママ』から1977年6月18日放送終了の『魔女と呼ばれる占い師は自己革命を夢みてた』までは、『新春大吉』を除いてやたら長い作品名のドラマ「長い作品名シリーズ」が放送された。
- 同シリーズの人気を不動のものとした作品が、水谷豊主演の『熱中時代シリーズ（無印シリーズ=小学校教諭2シリーズ、および刑事編）』である。水谷は『事件記者チャボ』、『気分は名探偵』などの人気作にも主演し「グランド劇場（旧枠名・土曜グランド劇場）の顔」となる。その他にも『池中玄太80キロ』、『天まであがれ!』などの作品を放送した。
- 作品によっては、放送時間の制約、提供スポンサーのCMコマ時間の都合とそれぞれの作品の編集時間の都合や制作費の予算の絡みで次回予告なしの場合もあった。特に1980年代の作品が多く見られた。
- 1984年放送の『風の中のあいつ』から、枠名が『土曜グランド劇場』に変更され、番組本編の前にオープニングタイトル映像（25秒間）が流されるようになった。タイトル映像のイメージは「太陽の光から生まれた1個の銀色の球が、遊園地[注 2] のジェットコースターの軌道やエアチューブの中を駆け抜けた後に宇宙空間へと飛び出す。銀球は土星に命中して飛び去ってしまうが、その土星が実はくす玉[注 3] になっており、片端から真っ二つに割れた後、たくさんの紙テープ（メタリック系のもの）と紙吹雪を宇宙空間に向かって舞い上がらせる。その紙吹雪が舞う映像に被せて、タイトル文字[注 4] が立ち上がるように現れる」というものであった。このタイトルは、次項に述べる土曜ドラマ枠の一時休止まで使われた。
- 1987年4月、『ワールドクイズ ザ・びっくり地球人!』の放送開始に伴いクイズ枠になったため、1年間ドラマ枠は休止した[注 5]。翌1988年3月を以て『クイズ・地球NOW』が終了したことに伴い、同年4月から『春の砂漠』で1年ぶりにドラマ枠が復活し、『外科医・有森冴子』などのヒット作を生み出す。
- 1989年5月から放送の『湘南物語』よりステレオ放送となった[注 6]。
- 1989年10月 - 1990年2月までの5か月間は土曜夜8時の『野望の国』シリーズと2枠連続でドラマが放送された。
- 1992年4月からの2年間、読売テレビ制作の土曜夜10時枠『DRAMA-CAN!』と2枠連続でドラマが放送された（その後、読売テレビ枠は木曜夜9時枠 → 月曜夜10時枠へと移動し2004年3月に廃止）。
  - なお開始当初の1969年10月からの1年間は、土曜20時30分に1時間時代劇『右門捕物帖』（二代目中村吉右衛門主演版）→『青春太閤記 いまにみておれ!』、土曜22時30分に1時間海外ドラマ『0011ナポレオン・ソロ』（第4シーズン）が編成され、連続3時間のドラマが編成されており、また1972年7月から同年9月までは、19時30分に30分ドラマ『小さな恋のものがたり』、20時に『黒帯風雲録 柔』、21時に30分海外ドラマ『プロテクター電光石火』、22時30分に30分時代劇『姫君捕物控』が編成され、3時間半・計5本ものドラマが編成されていた[注 7]。
- 1994年に放映された『家なき子』（翌年4月からパート2も放送、平均視聴率24.7%・最高視聴率37.2%[注 8]。）が絶大な人気を博し、本作により視聴年齢層の裾野を広げるのに成功したことで以後ローティーン向け（児童向けドラマ寄り）の作品も放映されるようになった[4]。また、その流れから翌1995年には『金田一少年の事件簿』（堂本剛主演、平均視聴率23.9%・最高視聴率29.9%[注 8]。）もヒットし、以降シリーズ化されている。
- かつては日本テレビの21時枠で様々なドラマ枠が存在していたが、1980年代後半からそのドラマ枠は次々と廃枠に追い込まれ、そして1995年9月を以て、読売テレビ制作木曜21時ドラマが廃枠となった事で、本枠は日本テレビ唯一の21時枠ドラマとなり、以後20年以上も日本テレビ21時枠のドラマは本枠だけであったが、後の2017年3月を以て、22時台に移動に伴って、長年続いた日本テレビから、21時台のドラマ枠は一旦すべて姿を消すことになった。これにより2024年2月現在、地上波の民間放送・在京キー局のゴールデンタイム帯にドラマを放送しない唯一のテレビ局となった[注 9][注 10]。しかし、2024年4月改編にて『土ドラ9』枠が設立され、7年ぶりに21時台のドラマ枠が復活した。
- 1998年4月期の『LOVE&PEACE』より枠タイトルを『土曜ドラマ』に改称された。
- 2005年には1月期の『ごくせん（第2シリーズ）』（最高視聴率32.5%[注 8]。）、7月期の『女王の教室』（最高視聴率25.3%[注 8]。）、そして10月期の『野ブタ。をプロデュース』（主題歌である亀梨と山下のユニット修二と彰の「青春アミーゴ」は、この年の年間オリコンシングルチャート1位を獲得[注 11]）といった学園物がヒットし、この年の土曜ドラマは平均視聴率1位を獲得した[注 8]。
- 『瑠璃の島』（2005年4月）から全編ハイビジョン映像で撮影されるようになった（地上デジタル放送が全ての都道府県庁所在地で受信可能になってから最初の作品は『たったひとつの恋』（2006年10月 - 12月））。また、2010年代からプログレッシブカメラでの制作が主になってきている（ただし2000年代にも同様のカメラで制作されたドラマは存在している）。
- 2008年10月、20時54分に長年放送された『NNNニューススポット』が9月に廃止され、この時間は一部系列局を除いて本ドラマの見どころを紹介するミニ番組が始まり、事実上フライングスタートとなったが、2009年3月を以て廃止、フライングスタートはなくなった。
- 2009年3月をもって火曜ドラマが廃止され、2009年4月から2015年3月までの6年間、同局のゴールデンタイム枠の連続ドラマは同枠と水曜ドラマの2枠となっていたが、2015年4月改編で『有吉反省会』や『ダウンタウンのガキの使いやあらへんで!!』を放送していた日曜の22時30分 - 23時25分の55分枠に『日曜ドラマ』を新設、6年ぶりに同局のプライムタイム枠の連続ドラマ枠が3枠に戻った。
- 2004年4月期の「仔犬のワルツ」は、主人公が視覚障害者であるため、解説放送が行われていたが、その後地上デジタル放送ではバリアフリーの一環と、ステレオ2が活用され、2017年10月から放送の「先に生まれただけの僕」から常時解説放送が行われる（同時期の他の日テレ系連続ドラマ（読売テレビ制作の木曜ドラマFは除く）でも同様に解説放送実施）。
- 関東地方で2013年7月期の『斉藤さん2』まで、見逃し再放送が行われた（翌週木曜の15時55分 - 16時53分）[注 12]。

### その他・2000年代以降の傾向など
- 毎年8月に行われる『24時間テレビ 「愛は地球を救う」』放送日は放送休止となる。
  - なお2013年からは、毎年7月の土曜日に大型音楽番組『THE MUSIC DAY』が放送されるが、作品が終了後に放送されるため、放送休止になる事は無い[注 13]。
  - 一方、毎年12月に『日テレ系音楽の祭典 ベストアーティスト』が土曜日に放送される場合は放送休止となる。
  - また2016年夏放送の『時をかける少女』は『24時間テレビ』は元より、同時期にはリオデジャネイロオリンピックが放送され、7月9日 - 8月6日の「5回放送」の短期放送となり、初めて「『24時間テレビ』前にドラマ終了」となった。
- 21時枠で放送された2000年代頃は、ティーンエージャーやファミリー層を対象したコメディドラマや、人気マンガを原作にしたドラマが多くラインナップされたが、2017年4月の改編で22時枠に移設されて以降は従来通りの若者向けのコメディ作品・マンガ原作の作品も放送されるが、社会派ドラマやサスペンスドラマなど大人を意識した作品が増加傾向にある（『先に生まれただけの僕』、『イノセンス 冤罪弁護士』、『ボイス 110緊急指令室』、『トップナイフ-天才外科医の条件-』など）。
- 同枠の音楽ならびにサウンドトラック盤の販売は同じ日本テレビ系列会社のバップが担当することが多いが、2003年の作品はエイベックスが担当した。
- 『ナースマンがゆく』以降、主題歌は男性アーティストが独占している。女性アーティストは『愛情イッポン!』以降、この枠の主題歌に使われていなかったが、2010年代になってからは『デカワンコ』『悪夢ちゃん』『斉藤さん2』『お迎えデス。』、2020年代では、『トップナイフ-天才外科医の条件-』『コントが始まる』では女性アーティストの主題歌が使われた。
  - 2008年4月期の『ごくせん（第3シリーズ）』と2012年7月期の『ゴーストママ捜査線〜僕とママの不思議な100日〜』ではボーカルは男性だが女性メンバーが存在するバンドが主題歌に使われている。
  - 2021年時点での同枠の作品で主演最多は、8作主演している亀梨和也である。
- 土曜22時枠番組との接続は、21時54分の各局別ミニ番組を挟んでのジャンクション・ステブレ入りが放送されるが、土曜22時番組が『嵐にしやがれ』になって以後、本枠ドラマの初回拡大SPの時には『嵐にしやがれ』との接続をステブレレスに変更、21時台ミニ番組は『嵐にしやがれ』終了後に放送時間を「3分」に縮小[注 14] して繰り下げる（枠交換）事が度々あった。
- 2017年4月から、同年3月まで土曜22時枠（本ドラマ枠の後続枠）で放送された『嵐にしやがれ[注 15]』と枠交換し、土曜22時枠に移動。本枠がドラマ枠になるのは1994年3月まで放送された『よみうりテレビ制作土曜10時枠連続ドラマ』以来23年ぶりに復活[5] した。これにより、日本テレビのミニ番組を除く21時台のレギュラー番組は、2024年4月改編にて『土ドラ9』枠が設立されるまで、金曜の2時間枠で21・22時台に放送の『金曜ロードショー』を除いて全てバラエティ枠となり、日本テレビでのゴールデンタイムで21時台からドラマが一旦消滅[注 16] 、レギュラーのドラマ枠は22時以降の放送となっていた[注 17]。これについて、日本テレビは土曜19時 - 21時台にバラエティー番組を3本そろえ、「番組の特性や19時台からの流れ、並びに裏番組の編成を含め、総合的にプラスになると判断した」としており、土曜ドラマの時間枠を繰り下げることは「家族で楽しめる内容は逃さずに、週末にドラマを見ることがワクワクして、待ち遠しくなる痛快・王道エンターテインメント枠を目指す」とともに、「若者だけでなく、少し上の世代にも見てもらえる内容を提供すること」を念頭に置いたという[6]。
- 先述のとおり、2017年10月期の『先に生まれただけの僕』から解説放送を実施している。本枠の解説放送は21時台時代の『仔犬のワルツ』[注 18] で行われていたことがあるが、「22時台移動後」と「視力障害者を扱わない作品」は初。
- 2019年度の作品より、本枠の初回などの拡大放送を廃止し、通常編成時と同様の放送時間になっており、後続の『マツコ会議→アナザースカイ』以降に放送される番組は、すべて定時で放送されるようになっている[注 19] 一方で、最終回に限っての拡大放送が行われた事もない。
- 2024年4月改編で、同年3月で土曜21時台の『1億3000万人のSHOWチャンネル』と水曜22時台の『水曜ドラマ』が終了し、同年4月から土曜21時台のバラエティ枠と水曜22時台の『水曜ドラマ』と枠交換する形で、土曜21時台はドラマ枠『土ドラ9』となり、水曜22時台はバラエティ番組の『世界頂グルメ』が設置された。『土ドラ9』枠が新設されることにより、枠名を『土ドラ10』に変更。『水曜ドラマ』の廃枠により日本テレビでのレギュラーのドラマ枠全てが週末のみとなった。土曜21・22時台の2枠連続ドラマは1994年3月までの21時台が本枠、22時台が読売テレビ制作ドラマ枠『DRAMA-CAN!』以来30年ぶりとなる。さらに2枠連続ドラマが日本テレビ制作となると、1975年3月まで21時台が本枠、22時台が『傷だらけの天使』が放送されて以来実に49年ぶりとなる。
- 『土ドラ10』にゾーン名が改められてからの最初の2024年4月度は、小学館と提携した作品が企画されていたが、2023年10月度の日曜ドラマ『セクシー田中さん』の原作者・芦原妃名子の急逝などによる諸問題の影響から制作が見送られ、別の作品を放送する予定であると各スポーツ紙が報じ[7]、日本テレビも小学館原作のドラマ制作を見送ったことを2024年2月に正式発表した[8][9]。制作を予定していた作品名や出演者などについては公表されていないが[8]、当初予定していた作品は『たーたん』（原作：西炯子、主演：ムロツヨシ）で、『セクシー田中さん』と同じプロデューサーが担当する予定だったと文春オンラインは報じている[10]。その後、オリジナル脚本に変更した上で2024年4月27日から『街並み照らすヤツら』（主演：森本慎太郎）を放送することを同年3月21日に発表した[11][12]。
- 2025年4月改編で1年ぶりに『水曜ドラマ』が復活し、「土ドラ9」を廃止。「土ドラ10」が「土曜ドラマ」に再改称され、2017年3月以来8年ぶりに21時台の放送となった。

### 変遷
| 期間       | 期間       | タイトル         | 放送時間（日本時間）         |
| ---------- | ---------- | ---------------- | ---------------------------- |
| 1969年10月 | 1972年09月 | 土曜グランド劇場 | 土曜日 21:30 - 22:26（56分） |
| 1972年10月 | 1973年09月 | 土曜グランド劇場 | 土曜日 21:30 - 22:25（55分） |
| 1973年10月 | 1975年09月 | 土曜グランド劇場 | 土曜日 21:00 - 21:55（55分） |
| 1975年10月 | 1987年03月 | 土曜グランド劇場 | 土曜日 21:00 - 21:54（54分） |
| 1987年04月 | 1988年03月 | （この間中断）   | （この間中断）               |
| 1988年04月 | 1998年03月 | 土曜グランド劇場 | 土曜日 21:00 - 21:54（54分） |
| 1998年04月 | 2017年03月 | 土曜ドラマ       | 土曜日 21:00 - 21:54（54分） |
| 2017年04月 | 2024年03月 | 土曜ドラマ       | 土曜日 22:00 - 22:54（54分） |
| 2024年04月 | 2025年03月 | 土ドラ9          | 土曜日 21:00 - 21:54（54分） |
| 2024年04月 | 2025年03月 | 土ドラ10         | 土曜日 22:00 - 22:54（54分） |
| 2025年04月 |            | 土曜ドラマ       | 土曜日 21:00 - 21:54（54分） |

## 作品リスト

### 土曜グランド劇場

#### 1960 - 1970年代
| タイトル                                                  | 放送期間                       | 主演               | 原作       | 制作会社       |
| --------------------------------------------------------- | ------------------------------ | ------------------ | ---------- | -------------- |
| 90日の恋                                                  | 1969年10月4日 - 11月22日       | 浅丘ルリ子         | -          | -              |
| 独身の嫁たち                                              | 1969年11月29日 - 12月27日      | 九重佑三子         | -          | -              |
| 竹千代と母                                                | 1970年1月3日 - 3月28日         | 中村光輝           | 山岡荘八   | -              |
| 華々しき一族                                              | 1970年4月4日 - 5月30日         | 佐久間良子         | 森本薫     | -              |
| あしたはまっ白                                            | 1970年6月6日 - 7月25日         | 酒井和歌子         | -          | -              |
| おふくろの味（第1シリーズ）                               | 1970年8月1日 - 12月26日        | 吉永小百合         | -          | -              |
| 2丁目3番地                                                | 1971年1月2日 - 3月27日         | 浅丘ルリ子         | -          | -              |
| 焼きたてのホカホカ                                        | 1971年4月3日 - 9月18日         | 中山千夏           | -          | -              |
| 七つちがい                                                | 1971年9月25日 - 12月25日       | 若尾文子           | -          | -              |
| 3丁目4番地                                                | 1972年1月8日 - 4月8日          | 浅丘ルリ子         | -          | -              |
| おふくろの味（第2シリーズ）                               | 1972年4月15日 - 8月19日        | 森光子             | -          | -              |
| ハンバーグと芸者                                          | 1972年8月26日                  | 京塚昌子           | -          | -              |
| 可愛いかあさん                                            | 1972年9月2日                   | 山田五十鈴         | -          | -              |
| 結婚宣言                                                  | 1972年9月9日                   | 近藤正臣           | -          | -              |
| 姉さんの秘密                                              | 1972年9月16日                  | 京マチ子           | -          | -              |
| 七回目の見合い                                            | 1972年9月23日                  | 石坂浩二           | -          | -              |
| 姉ちゃんが嫁ぐとき                                        | 1972年9月30日                  | 三田佳子           | -          | -              |
| 女王蜂と働き蜂                                            | 1972年10月7日                  | 池内淳子           | -          | -              |
| 八五郎の縁談                                              | 1972年10月14日                 | 渥美清             | -          | -              |
| 花嫁の父                                                  | 1972年10月21日                 | 芦田伸介           | -          | -              |
| 女三代婿えらび                                            | 1972年10月28日                 | 浪花千栄子         | -          | -              |
| 婚前浮気                                                  | 1972年11月4日                  | 浅丘ルリ子         | -          | -              |
| 先生の好きな人                                            | 1972年11月11日                 | 北林谷栄           | -          | -              |
| ふたたび八五郎の縁談                                      | 1972年11月18日                 | 渥美清             | -          | -              |
| 花嫁花婿製造中                                            | 1972年11月25日                 | 江利チエミ         | -          | -              |
| 父と子と                                                  | 1972年2月2日                   | 宮口精二           | -          | -              |
| 姉妹の恋した人                                            | 1972年12月9日                  | 范文雀             | -          | -              |
| 三年前の約束                                              | 1972年12月16日                 | 山口果林           | -          | -              |
| 双子の縁談                                                | 1972年12月23日                 | 船越英二           | -          | -              |
| 娘たちの設計                                              | 1972年12月30日                 | 香山美子           | -          | -              |
| 父と母の子                                                | 1973年1月6日                   | 水前寺清子         | -          | -              |
| 浮気の請求書                                              | 1973年1月13日                  | 岩下志麻           | -          | -              |
| 眠れない子守唄                                            | 1973年1月20日                  | 森光子             | -          | -              |
| 各駅停車の恋                                              | 1973年1月27日                  | 大空真弓           | -          | -              |
| 愛よ永遠に                                                | 1973年2月3日                   | 宇津井健           | -          | -              |
| この母この子                                              | 1973年2月10日                  | 乙羽信子           | -          | -              |
| 花婿の父                                                  | 1973年2月17日                  | 芦田伸介           | -          | -              |
| 新婚ヤバイ伝                                              | 1973年2月24日                  | 関口宏             | -          | -              |
| 春しぐれ                                                  | 1973年3月3日                   | 鶴田浩二           | -          | -              |
| 女のあしおと                                              | 1973年3月10日                  | 高峰三枝子         | -          | -              |
| 母ちゃんの形見                                            | 1973年3月17日                  | 伴淳三郎           | -          | -              |
| かたき同志                                                | 1973年3月24日                  | 杉村春子           | -          | -              |
| 姉さん、乾杯!                                             | 1973年3月31日                  | 倍賞千恵子         | -          | -              |
| 巣立ち                                                    | 1973年4月7日                   | 井上順             | -          | -              |
| 母として女として                                          | 1973年4月14日                  | 望月優子           | 望月優子   | -              |
| 夫婦この愛                                                | 1973年4月21日                  | 宇津井健           | -          | -              |
| 湯けむり坂                                                | 1973年4月28日                  | 森光子             | -          | -              |
| 忘れ雛                                                    | 1973年5月5日                   | 市川翠扇           | -          | -              |
| 母さんが二人                                              | 1973年5月12日                  | 宇津井健           | -          | -              |
| 娘の結婚、親父の同棲                                      | 1973年5月19日                  | 森繁久彌           | 藤本義一   | -              |
| さらば、5月の光よ                                         | 1973年5月26日                  | 浅丘ルリ子         | -          | -              |
| 餃子の詩                                                  | 1973年6月2日                   | 星由里子           | -          | -              |
| 恋人に手錠を!                                             | 1973年6月9日                   | 坂上二郎           | -          | -              |
| 祭りのあとに                                              | 1973年6月16日                  | 三田佳子           | -          | -              |
| 妻の虹                                                    | 1973年6月23日                  | 船越英二           | -          | -              |
| 後妻の泣きどころ                                          | 1973年6月30日                  | 杉村春子           | -          | -              |
| 七夕の橋                                                  | 1973年7月7日                   | 北島三郎           | -          | -              |
| 狸ばやし                                                  | 1973年7月14日                  | 京塚昌子           | -          | -              |
| 日照り雨                                                  | 1973年7月21日                  | 森光子             | -          | -              |
| 今日の花嫁 明日の後家                                     | 1973年7月28日                  | 山田五十鈴         | -          | -              |
| 故郷の空                                                  | 1973年8月4日                   | 伴淳三郎           | -          | -              |
| 男と女の世の中                                            | 1973年8月11日                  | 芦田伸介           | 源氏鶏太   | -              |
| 70才の思春期                                              | 1973年8月18日                  | 宇野重吉           | 野坂昭如   | -              |
| 女世帯                                                    | 1973年8月25日                  | 倍賞千恵子         | -          | -              |
| もと夫婦                                                  | 1973年9月1日                   | 江利チエミ         | -          | -              |
| 蝉しぐれ                                                  | 1973年9月8日                   | 浅丘ルリ子         | -          | -              |
| 九月の出来事                                              | 1973年9月15日                  | 波乃久里子         | -          | -              |
| 危険なパーティ                                            | 1973年9月22日                  | フランキー堺       | -          | -              |
| あしたは天気?                                             | 1973年9月29日                  | 小林桂樹           | -          | -              |
| さよなら・今日は                                          | 1973年10月6日 - 1974年3月30日  | 浅丘ルリ子         | -          | -              |
| 求婚旅行                                                  | 1974年4月6日 - 9月21日         | 新珠三千代         | 田辺聖子   | -              |
| となりのとなり                                            | 1974年9月28日 - 1975年3月29日  | 小林桂樹           | -          | -              |
| ほおずきの唄                                              | 1975年4月5日 - 9月27日         | 三代目中村翫右衛門 | -          | -              |
| 男なら                                                    | 1975年10月4日 - 1976年3月13日  | 石坂浩二           | -          | -              |
| 二丁目の未亡人は、やせダンプといわれる凄い子連れママ      | 1976年3月20日 - 5月8日         | 浅丘ルリ子         | -          | -              |
| 五丁目に咲いた恋は、絶対に結ばれないと人々は噂した        | 1976年5月15日 - 6月12日        | 栗原小巻           | -          | -              |
| 三丁目の古寺に、照る日曇る日、恋の雨                      | 1976年6月19日 - 7月10日        | 加藤剛             | -          | -              |
| 八丁目のダメ親父!カンナ・トンカチ・キリキリ舞い           | 1976年7月17日 - 9月4日         | 森繁久彌           | -          | -              |
| 六丁目のスパルタ寮母さんには、赤いバラのいれずみがあった! | 1976年9月11日 - 10月16日       | 京塚昌子           | -          | -              |
| 七丁目の街角で、家出娘と下駄バキ野郎の奇妙な恋が芽生えた  | 1976年10月23日 - 11月27日      | 十朱幸代           | -          | -              |
| 九丁目、泣いて笑った交差点女の中の男一匹                  | 1976年12月4日 - 25日           | 愛川欽也           | -          | -              |
| 新春大吉                                                  | 1977年1月1日                   | 森繁久彌           | -          | -              |
| 一丁目物語 ゴッドマザーの二度目の青春                     | 1977年1月8日 - 2月26日         | 森光子             | -          | -              |
| 飛びこんだ臨月の女は未婚のすごい美人                      | 1977年3月5日 - 19日            | 小川真由美         | -          | -              |
| 華麗なる大泥棒!四丁目の刑事の家の間借人                   | 1977年3月26日 - 5月14日        | 竹脇無我           | -          | -              |
| 魔女と呼ばれる占い師は自己革命を夢みてた                  | 1977年5月21日 - 6月18日        | 池内淳子           | -          | -              |
| 近眼ママ恋のかけひき                                      | 1977年6月25日 - 7月23日        | 岩下志麻           | 三島由紀夫 | -              |
| ありがとうパパ                                            | 1977年7月30日 - 9月17日        | 加山雄三           | -          | -              |
| 秋日記                                                    | 1977年9月24日 - 12月24日       | 浅丘ルリ子         | -          | -              |
| おとこ同志おんな同志                                      | 1978年1月7日 - 2月11日         | 堺正章             | -          | -              |
| 貝がらの街                                                | 1978年2月18日 - 4月22日        | 三浦友和           | -          | -              |
| パパの結婚                                                | 1978年4月29日 - 7月22日        | 加山雄三           | -          | -              |
| オレの愛妻物語                                            | 1978年7月29日 - 9月30日        | 水谷豊             | -          | -              |
| 姿三四郎                                                  | 1978年10月7日 - 1979年3月31日  | 勝野洋             | 富田常雄   | 共同制作：東宝 |
| 熱中時代・刑事編                                          | 1979年4月7日 - 10月6日         | 水谷豊             | -          | ユニオン映画   |
| ちょっとマイウェイ                                        | 1979年10月13日 - 1980年3月29日 | 桃井かおり         | -          |                |

#### 1980年代
| タイトル                    | 放送期間                       | 主演                | 原作         | 制作会社                   |
| --------------------------- | ------------------------------ | ------------------- | ------------ | -------------------------- |
| 池中玄太80キロ              | 1980年4月5日 - 6月28日         | 西田敏行            | -            |                            |
| 熱中時代・教師編（2）       | 1980年7月5日 - 1981年3月28日   | 水谷豊              | -            | ユニオン映画               |
| 池中玄太80キロII            | 1981年4月4日 - 8月29日         | 西田敏行            | -            | -                          |
| キッド                      | 1981年9月5日 - 1982年3月27日   | 堺正章              | -            | -                          |
| 天まであがれ!               | 1982年4月10日 - 10月2日        | 石立鉄男            | -            | 共同制作：ユニオン映画     |
| あんちゃん                  | 1982年10月23日 - 1983年4月23日 | 水谷豊              | -            | 共同制作：ユニオン映画     |
| 明石貫平35才                | 1983年4月30日 - 7月23日        | 西田敏行            | -            |                            |
| 天まであがれ!2              | 1983年7月30日 - 10月29日       | 石立鉄男            | -            | 共同制作：ユニオン映画     |
| 事件記者チャボ!             | 1983年11月5日 - 1984年5月5日   | 水谷豊              | -            | 共同制作：ユニオン映画     |
| 風の中のあいつ              | 1984年5月12日 - 9月29日        | 渡辺徹              | -            |                            |
| 気分は名探偵                | 1984年10月6日 - 1985年3月30日  | 水谷豊              | -            | 共同制作：ユニオン映画     |
| のン姉ちゃん・200W          | 1985年4月13日 - 7月27日        | 大原麗子            | -            | 共同制作：オフィス・ヘンミ |
| 気になるあいつ              | 1985年8月3日 - 12月28日        | 渡辺徹              | -            | -                          |
| 春風一番!                   | 1986年1月11日 - 3月29日        | 渡辺徹              | -            | -                          |
| 新・熱中時代宣言            | 1986年4月5日 - 8月23日         | 榊原郁恵            | -            | -                          |
| やったぜベイビー!           | 1986年8月30日 - 9月27日        | 高橋一也            | ビートたけし | -                          |
| 恋する時間です              | 1986年10月18日 - 12月20日      | 古谷一行            | -            | -                          |
| オレの息子は元気印          | 1987年1月10日 - 2月7日         | 奥田瑛二            | -            | 共同制作：テレパック       |
| 結婚物語                    | 1987年2月14日 - 3月28日        | 沢口靖子 陣内孝則   | 新井素子     |                            |
| 春の砂漠                    | 1988年4月16日 - 7月9日         | 名取裕子            | 平岩弓枝     | 制作著作：総合プロデュース |
| 花嵐の森ふかく              | 1988年7月16日 - 9月24日        | 若村麻由美          | 髙樹のぶ子   | 制作著作：総合プロデュース |
| 新婚物語                    | 1988年10月8日 - 1989年1月28日  | 陣内孝則 沢口靖子   | 新井素子     |                            |
| 明日はアタシの風が吹く      | 1989年2月4日 - 4月1日          | 小泉今日子          | -            | 共同制作：KANOX            |
| 池中玄太80キロIII           | 1989年4月8日 - 5月6日          | 西田敏行            | -            | -                          |
| 湘南物語 マイウェイマイラブ | 1989年5月13日 - 7月8日         | 斉藤由貴 藤竜也     | -            | -                          |
| 会いたくて                  | 1989年7月15日 - 8月19日        | 荻野目洋子          | -            | 共同制作：PDS              |
| あの夏に抱かれたい          | 1989年9月2日 - 9月30日         | 野村宏伸 紺野美沙子 | -            | -                          |
| 恋人の歌がきこえる          | 1989年10月14日 - 12月23日      | 中村雅俊            | -            | -                          |

#### 1990年代
| タイトル                                   | 放送開始     | 主演                             | 原作                                                    | 平均視聴率 | 最高視聴率 |
| ------------------------------------------ | ------------ | -------------------------------- | ------------------------------------------------------- | ---------- | ---------- |
| いけない女子高物語                         | 1990年1月    | 古手川祐子                       | -                                                       | 不明       | 不明       |
| 外科医・有森冴子                           | 1990年4月    | 三田佳子                         | -                                                       | 不明       | 不明       |
| 火の用心                                   | 1990年7月    | とんねるず                       | -                                                       | 不明       | 不明       |
| お父さん                                   | 1990年10月   | 古谷一行                         | -                                                       | 不明       | 不明       |
| 君だけに愛を                               | 1991年1月    | 松下由樹 野村宏伸                | -                                                       | 不明       | 不明       |
| 検事・若浦葉子                             | 1991年4月    | 賀来千香子                       | -                                                       | 不明       | 不明       |
| 助教授一色麗子 法医学教室の女              | 1991年7月    | 篠ひろ子                         | 上野正彦                                                | 不明       | 不明       |
| 結婚しないかもしれない症候群               | 1991年10月   | 麻生祐未 紺野美紗子 東ちづる     | 谷村志穂                                                | 不明       | 不明       |
| …ひとりでいいの                            | 1992年1月    | 沢口靖子                         | -                                                       | 不明       | 不明       |
| 子供が寝たあとで                           | 1992年4月    | 柴田恭兵 三浦洋一 風間トオル     | -                                                       | 不明       | 不明       |
| まったナシ!                                | 1992年7月    | 斉藤由貴 永島敏行                | -                                                       | 不明       | 不明       |
| 外科医・有森冴子II                         | 1992年10月   | 三田佳子                         | -                                                       | 不明       | 不明       |
| ちょっと危ない園長さん                     | 1993年1月    | 小林稔侍                         | -                                                       | 不明       | 不明       |
| 日曜はダメよ                               | 1993年4月    | 田中美佐子 唐沢寿明              | -                                                       | 不明       | 不明       |
| ポケベルが鳴らなくて                       | 1993年7月    | 緒形拳 裕木奈江                  | -                                                       | 不明       | 不明       |
| 大人のキス                                 | 1993年10月   | 柴田恭兵 石田純一                | -                                                       | 不明       | 不明       |
| そのうち結婚する君へ                       | 1994年1月    | 藤谷美和子                       | 秋元康                                                  | 不明       | 不明       |
| 家なき子                                   | 1994年4月    | 安達祐実                         | -                                                       | 24.7%      | 37.2%      |
| 遠山金志郎美容室                           | 1994年7月    | 西田敏行                         | -                                                       | 不明       | 不明       |
| おれはO型・牡羊座                          | 1994年10月   | 武田鉄矢                         | -                                                       | 不明       | 不明       |
| グランド劇場スペシャル 今夜、すべてのBARで | 1995年1月7日 | 柴田恭兵                         | 中島らも                                                | 不明       | 不明       |
| STATION                                    | 1995年1月    | 吉田栄作 松村邦洋 田辺誠一       | はしもとみつお                                          | 不明       | 不明       |
| 家なき子2                                  | 1995年4月    | 安達祐実                         |                                                         | 22.5%      | 31.5%      |
| 金田一少年の事件簿（第1期）                | 1995年7月    | 堂本剛 （KinKi Kids）            | 金成陽三郎 天樹征丸 さとうふみや 「金田一少年の事件簿」 | 23.9%      | 29.9%      |
| ザ・シェフ                                 | 1995年10月   | 東山紀之 （少年隊）              | 剣名舞 加藤唯史                                         | 13.9%      | 不明       |
| 銀狼怪奇ファイル                           | 1996年1月    | 堂本光一 （KinKi Kids）          | 金成陽三郎 越智辺昌義 「超頭脳シルバーウルフ」          | 20.8%      | 23.7%      |
| 透明人間                                   | 1996年4月    | 香取慎吾（SMAP）                 |                                                         | 18.2%      | 22.9%      |
| 金田一少年の事件簿（第2期）                | 1996年7月    | 堂本剛 （KinKi Kids）            | 金成陽三郎 天樹征丸 さとうふみや                        | 22.4%      | 27.8%      |
| 聖龍伝説                                   | 1996年10月   | 安達祐実 鳥羽潤                  |                                                         | 16.7%      | 20.7%      |
| サイコメトラーEIJI                         | 1997年1月    | 松岡昌宏（TOKIO）                | 安童夕馬 朝基まさし                                     | 17.1%      | 20.3%      |
| FiVE                                       | 1997年4月    | ともさかりえ                     | -                                                       | 16.0%      | 18.8%      |
| D×D                                        | 1997年7月    | 長瀬智也（TOKIO） 岡田准一（V6） | -                                                       | 12.0%      | 14.1%      |
| ぼくらの勇気 未満都市                      | 1997年10月   | KinKi Kids                       | -                                                       | 16.8%      | 18.4%      |
| 三姉妹探偵団                               | 1998年1月    | 鈴木蘭々                         | 赤川次郎                                                | 13.6%      | 18.4%      |

### 土曜ドラマ（21時台・第1期）

#### 1990年代
| タイトル                              | 放送開始   | 主演                                     | 原作                     | 平均視聴率 | 最高視聴率 |
| ------------------------------------- | ---------- | ---------------------------------------- | ------------------------ | ---------- | ---------- |
| LOVE&PEACE                            | 1998年4月  | 松岡昌宏（TOKIO）                        |                          | 13.4%      | 18.1%      |
| ハルモニア この愛の涯て               | 1998年7月  | 堂本光一 （KinKi Kids）                  | 篠田節子 「ハルモニア 」 | 13.8%      | 16.2%      |
| P.A. プライベート・アクトレス         | 1998年10月 | 榎本加奈子                               | 赤石路代「P.A.」         | 15.7%      | 18.7%      |
| 君といた未来のために 〜I'll be back〜 | 1999年1月  | 堂本剛 （KinKi Kids）                    |                          | 14.6%      | 19.0%      |
| 蘇える金狼                            | 1999年4月  | 香取慎吾（SMAP）                         | 大藪春彦                 | 14.7%      | 21.4%      |
| 新・俺たちの旅 Ver.1999               | 1999年7月  | 森田剛（V6） 三宅健（V6） 岡田准一（V6） |                          | 9.6%       | 16.1%      |
| サイコメトラーEIJI2                   | 1999年10月 | 松岡昌宏（TOKIO）                        | 安童夕馬 朝基まさし      | 15.4%      | 17.1%      |

#### 2000年代
| タイトル                                    | 放送開始   | 主演 | 原作                                           | 平均視聴率 | 最高視聴率 |
| ------------------------------------------- | ---------- | --- | ---------------------------------------------- | ---------- | ---------- |
| バーチャルガール                            | 2000年1月  | 榎本加奈子                                                                                                  | -                                              | 10.2%      | 11.8%      |
| 伝説の教師                                  | 2000年4月  | 松本人志（ダウンタウン） 中居正広（SMAP）                                                                   | -                                              | 19.1%      | 26.1%      |
| フードファイト                              | 2000年7月  | 草彅剛（SMAP）                                                                                              | -                                              | 17.2%      | 21.5%      |
| 新宿暴走救急隊                              | 2000年10月 | 田村淳（ロンドンブーツ1号2号） 田村亮（ロンドンブーツ1号2号）                                               | -                                              | 14.3%      | 16.9%      |
| 向井荒太の動物日記 〜愛犬ロシナンテの災難〜 | 2001年1月  | 堂本剛（KinKi Kids）                                                                                        | 吉田智子 福田卓郎                              | 15.3%      | 18.4%      |
| 明日があるさ                                | 2001年4月  | 浜田雅功 （ダウンタウン）                                                                                   |                                                | 19.3%      | 29.0%      |
| 金田一少年の事件簿（第3期）                 | 2001年7月  | 松本潤（嵐）                                                                                                | 金成陽三郎 天樹征丸 さとうふみや               | 13.7%      | 16.5%      |
| 歓迎!ダンジキ御一行様                       | 2001年10月 | 中村雅俊 |                                                | 9.7%       | 14.1%      |
| ナースマン                                  | 2002年1月  | 松岡昌宏（TOKIO）                                                                                           | 小林光恵                                       | 16.6%      | 20.0%      |
| ゴールデンボウル                            | 2002年4月  | 金城武 | -                                              | 12.5%      | 15.5%      |
| 探偵家族                                    | 2002年7月  | 稲森いずみ                                                                                                  | -                                              | 9.2%       | 11.1%      |
| リモート                                    | 2002年10月 | 深田恭子 | 天樹征丸 こしばてつや                          | 10.7%      | 13.9%      |
| よい子の味方 〜新米保育士物語〜             | 2003年1月  | 櫻井翔（嵐）                                                                                                | -                                              | 10.7%      | 13.4%      |
| ぼくの魔法使い                              | 2003年4月  | 伊藤英明 篠原涼子                                                                                           | -                                              | 9.4%       | 12.0%      |
| すいか                                      | 2003年7月  | 小林聡美 | -                                              | 8.9%       | 10.6%      |
| あした天気になあれ。                        | 2003年10月 | 観月ありさ                                                                                                  | -                                              | 11.4%      | 14.6%      |
| 彼女が死んじゃった。                        | 2004年1月  | 長瀬智也（TOKIO）                                                                                           | 一色伸幸 おかざき真里                          | 7.2%       | 14.0%      |
| 仔犬のワルツ                                | 2004年4月  | 安倍なつみ                                                                                                  | -                                              | 8.5%       | 11.6%      |
| 愛情イッポン!                               | 2004年7月  | 松浦亜弥 | -                                              | 7.2%       | 12.5%      |
| ナースマンがゆく （第2シリーズ）            | 2004年10月 | 松岡昌宏（TOKIO）                                                                                           | 小林光恵                                       | 9.7%       | 11.8%      |
| ごくせん（第2シリーズ）                     | 2005年1月  | 仲間由紀恵                                                                                                  | 森本梢子 「ごくせん」                          | 28.0%      | 32.5%      |
| 瑠璃の島                                    | 2005年4月  | 成海璃子 | 森口豁 「乞い-沖縄孤島の歳月」                 | 12.8%      | 16.0%      |
| 女王の教室                                  | 2005年7月  | 天海祐希 |                                                | 17.3%      | 25.3%      |
| 野ブタ。をプロデュース                      | 2005年10月 | 亀梨和也（KAT-TUN）                                                                                         | 白岩玄                                         | 16.9%      | 18.2%      |
| 喰いタン                                    | 2006年1月  | 東山紀之（少年隊）                                                                                          | 寺沢大介 「喰いタン 」                         | 17.4%      | 19.0%      |
| ギャルサー                                  | 2006年4月  | 藤木直人 |                                                | 12.9%      | 16.0%      |
| マイ☆ボス マイ☆ヒーロー                     | 2006年7月  | 長瀬智也（TOKIO）                                                                                           | ユン・ジェギュン 「マイ・ボス マイ・ヒーロー」 | 19.1%      | 23.2%      |
| たったひとつの恋                            | 2006年10月 | 亀梨和也（KAT-TUN）                                                                                         | -                                              | 11.7%      | 13.6%      |
| 演歌の女王                                  | 2007年1月  | 天海祐希 | -                                              | 9.2%       | 10.9%      |
| 喰いタン2                                   | 2007年4月  | 東山紀之（少年隊）                                                                                          | 寺沢大介                                       | 13.7%      | 16.2%      |
| 受験の神様                                  | 2007年7月  | 山口達也（TOKIO）                                                                                           | -                                              | 9.6%       | 14.7%      |
| ドリーム☆アゲイン                           | 2007年10月 | 反町隆史 | -                                              | 10.3%      | 12.9%      |
| 1ポンドの福音                               | 2008年1月  | 亀梨和也（KAT-TUN）                                                                                         | 高橋留美子                                     | 10.7%      | 13.0%      |
| ごくせん（第3期）                           | 2008年4月  | 仲間由紀恵                                                                                                  | 森本梢子                                       | 22.8%      | 26.4%      |
| ヤスコとケンジ                              | 2008年7月  | 松岡昌宏（TOKIO）                                                                                           | アルコ                                         | 13.1%      | 16.3%      |
| スクラップ・ティーチャー〜教師再生〜        | 2008年10月 | 中島裕翔（Hey! Say! JUMP） 山田涼介（Hey! Say! JUMP） 知念侑李（Hey! Say! JUMP） 有岡大貴（Hey! Say! JUMP） |                                                | 11.5%      | 13.3%      |
| 銭ゲバ                                      | 2009年1月  | 松山ケンイチ                                                                                                | ジョージ秋山                                   | 9.9%       | 12.0%      |
| ザ・クイズショウ（第2シーズン）             | 2009年4月  | 櫻井翔（嵐）                                                                                                | -                                              | 12.1%      | 14.6%      |
| 華麗なるスパイ                              | 2009年7月  | 長瀬智也（TOKIO）                                                                                           | -                                              | 11.1%      | 15.6%      |
| サムライ・ハイスクール                      | 2009年10月 | 三浦春馬 | -                                              | 10.7%      | 14.0%      |

#### 2010年代
| タイトル                                              | 放送開始   | 主演                                 | 原作                                                       | 平均視聴率 | 最高視聴率 |
| ----------------------------------------------------- | ---------- | ------------------------------------ | ---------------------------------------------------------- | ---------- | ---------- |
| 左目探偵EYE                                           | 2010年1月  | 山田涼介 （Hey! Say! JUMP）          |                                                            | 8.3%       | 10.7%      |
| 怪物くん                                              | 2010年4月  | 大野智（嵐）                         | 藤子不二雄A 「怪物くん」                                   | 14.0%      | 17.5%      |
| 美丘-君がいた日々-                                    | 2010年7月  | 吉高由里子                           | 石田衣良「美丘」                                           | 9.7%       | 10.6%      |
| Q10                                                   | 2010年10月 | 佐藤健                               |                                                            | 11.1%      | 15.3%      |
| デカワンコ                                            | 2011年1月  | 多部未華子                           | 森本梢子                                                   | 13.3%      | 15.8%      |
| 高校生レストラン                                      | 2011年4月  | 松岡昌宏（TOKIO）                    | 村林新吾                                                   | 10.8%      | 13.1%      |
| ドン★キホーテ                                         | 2011年7月  | 松田翔太 高橋克実                    |                                                            | 10.9%      | 12.8%      |
| 妖怪人間ベム                                          | 2011年10月 | 亀梨和也 （KAT-TUN）                 | アサツー ディ・ケイ 「妖怪人間ベム」                       | 15.6%      | 18.9%      |
| 理想の息子                                            | 2012年1月  | 山田涼介 （Hey! Say! JUMP） 鈴木京香 |                                                            | 11.9%      | 14.0%      |
| 三毛猫ホームズの推理                                  | 2012年4月  | 相葉雅紀（嵐）                       | 赤川次郎 「三毛猫ホームズシリーズ」                        | 12.8%      | 15.9%      |
| ゴーストママ捜査線〜僕とママの不思議な100日〜         | 2012年7月  | 仲間由紀恵                           | 佐藤智一「ゴーストママ捜査線」                             | 10.9%      | 15.2%      |
| 悪夢ちゃん                                            | 2012年10月 | 北川景子                             | 原案：恩田陸                                               | 11.5%      | 13.6%      |
| 泣くな、はらちゃん                                    | 2013年1月  | 長瀬智也（TOKIO）                    | -                                                          | 10.2%      | 12.9%      |
| 35歳の高校生                                          | 2013年4月  | 米倉涼子                             | -                                                          | 13.3%      | 15.1%      |
| 斉藤さん2                                             | 2013年7月  | 観月ありさ                           | 小田ゆうあ                                                 | 12.4%      | 15.1%      |
| 東京バンドワゴン〜下町大家族物語                      | 2013年10月 | 亀梨和也 （KAT-TUN）                 | 小路幸也「東京バンドワゴン」                               | 7.1%       | 8.8%       |
| 戦力外捜査官                                          | 2014年1月  | 武井咲                               | 似鳥鶏                                                     | 11.2%      | 13.3%      |
| 弱くても勝てます 〜青志先生とへっぽこ高校球児の野望〜 | 2014年4月  | 二宮和也（嵐）                       | 高橋秀実 『「弱くても勝てます」 開成高校野球部のセオリー』 | 9.9%       | 13.4%      |
| 金田一少年の事件簿N（neo）（第4期）                   | 2014年7月  | 山田涼介 （Hey! Say! JUMP）          | 金成陽三郎 天樹征丸 さとうふみや                           | 10.5%      | 12.4%      |
| 地獄先生ぬ〜べ〜                                      | 2014年10月 | 丸山隆平 （関ジャニ∞）               | 真倉翔 岡野剛                                              | 10.2%      | 13.3%      |
| 学校のカイダン                                        | 2015年1月  | 広瀬すず                             |                                                            | 9.3%       | 10.6%      |
| ドS刑事                                               | 2015年4月  | 多部未華子                           | 七尾与史「ドS刑事シリーズ」                                | 9.3%       | 12.7%      |
| ど根性ガエル                                          | 2015年7月  | 松山ケンイチ                         | 吉沢やすみ                                                 | 8.0%       | 13.1%      |
| 掟上今日子の備忘録                                    | 2015年10月 | 新垣結衣                             | 西尾維新「忘却探偵シリーズ」                               | 9.7%       | 12.9%      |
| 怪盗 山猫                                             | 2016年1月  | 亀梨和也 （KAT-TUN）                 | 神永学「怪盗探偵 山猫」                                    | 10.7%      | 14.3%      |
| お迎えデス。                                          | 2016年4月  | 福士蒼汰                             | 田中メカ「お迎えです。」                                   | 7.9%       | 10.3%      |
| 時をかける少女                                        | 2016年7月  | 黒島結菜                             | 筒井康隆「時をかける少女」                                 | 6.4%       | 9.4%       |
| THE LAST COP/ラストコップ                             | 2016年10月 | 唐沢寿明                             |                                                            | 8.3%       | 9.8%       |
| スーパーサラリーマン左江内氏                          | 2017年1月  | 堤真一                               | 藤子・F・不二雄 「中年スーパーマン左江内氏」               | 9.5%       | 12.9%      |

### 土曜ドラマ（22時台）

#### 2010年代
| タイトル                                   | 放送開始   | 主演                        | 原作                          | 平均視聴率 | 最高視聴率 |
| ------------------------------------------ | ---------- | --------------------------- | ----------------------------- | ---------- | ---------- |
| ボク、運命の人です。                       | 2017年4月  | 亀梨和也 （KAT-TUN）        | -                             | 9.5%       | 12.0%      |
| ウチの夫は仕事ができない                   | 2017年7月  | 錦戸亮 （関ジャニ∞）        | -                             | 8.7%       | 11.2%      |
| 先に生まれただけの僕                       | 2017年10月 | 櫻井翔（嵐）                | 原案：福田靖                  | 8.7%       | 10.5%      |
| もみ消して冬〜わが家の問題なかったことに〜 | 2018年1月  | 山田涼介 （Hey! Say! JUMP） | -                             | 9.8%       | 13.3%      |
| Missデビル 人事の悪魔・椿眞子              | 2018年4月  | 菜々緒                      | -                             | 8.2%       | 9.6%       |
| サバイバル・ウェディング                   | 2018年7月  | 波瑠                        | 大橋弘祐 「SURVIVAL WEDDING」 | 8.8%       | 10.8%      |
| ドロ刑 -警視庁捜査三課-                    | 2018年10月 | 中島健人 （Sexy Zone）      | 福田秀「ドロ刑」              | 8.8%       | 11.8%      |
| イノセンス 冤罪弁護士                      | 2019年1月  | 坂口健太郎                  | -                             | 9.1%       | 9.6%       |
| 俺のスカート、どこ行った?                  | 2019年4月  | 古田新太                    | -                             | 8.7%       | 10.9%      |
| ボイス 110緊急指令室                       | 2019年7月  | 唐沢寿明                    | マ・ジンウォン 「ボイス」     | 10.9%      | 12.9%      |
| 俺の話は長い                               | 2019年10月 | 生田斗真                    |                               | 8.4%       | 10.4%      |

#### 2020年代
| タイトル                                             | 放送開始   | 主演                                            | 原作                                     | 平均視聴率 | 最高視聴率 |
| ---------------------------------------------------- | ---------- | ----------------------------------------------- | ---------------------------------------- | ---------- | ---------- |
| トップナイフ-天才脳外科医の条件-                     | 2020年1月  | 天海祐希                                        | 林宏司「トップナイフ」                   | 11.3%      | 13.0%      |
| 未満警察 ミッドナイトランナー                        | 2020年6月  | 平野紫耀（King & Prince） 中島健人（Sexy Zone） | 映画「ミッドナイト・ランナー」           | 9.4%       | 11.2%      |
| 35歳の少女                                           | 2020年10月 | 柴咲コウ                                        | -                                        | 9.1%       | 11.1%      |
| レッドアイズ 監視捜査班                              | 2021年1月  | 亀梨和也 （KAT-TUN）                            | -                                        | 9.8%       | 12.4%      |
| コントが始まる                                       | 2021年4月  | 菅田将暉                                        | -                                        | 7.6%       | 8.9%       |
| ボイスII 110緊急指令室                               | 2021年7月  | 唐沢寿明                                        | マ・ジンウォン「ボイス」                 | 8.9%       | 11.3%      |
| 二月の勝者-絶対合格の教室-                           | 2021年10月 | 柳楽優弥                                        | 高瀬志帆                                 | 7.5%       | 9.2%       |
| 逃亡医F                                              | 2022年1月  | 成田凌                                          | 伊月慶悟 佐藤マコト                      | 7.4%       | 8.6%       |
| パンドラの果実 〜科学犯罪捜査ファイル〜 （Season 1） | 2022年4月  | ディーン・フジオカ                              | 中村啓                                   | 5.7%       | 8.3%       |
| 初恋の悪魔                                           | 2022年7月  | 林遣都 仲野太賀                                 |                                          | 4.7%       | 6.6%       |
| 祈りのカルテ 研修医の謎解き診察記録                  | 2022年10月 | 玉森裕太 （Kis-My-Ft2）                         | 知念実希人 「祈りのカルテ」              | 6.4%       | 6.9%       |
| 大病院占拠 （第1シリーズ）                           | 2023年1月  | 櫻井翔（嵐）                                    |                                          | 7.1%       | 7.9%       |
| Dr.チョコレート                                      | 2023年4月  | 坂口健太郎                                      | 原案：秋元康                             | 6.7%       | 8.6%       |
| 最高の教師 1年後、私は生徒に■された                  | 2023年7月  | 松岡茉優                                        |                                          | 5.9%       | 7.4%       |
| ゼイチョー〜「払えない」にはワケがある〜             | 2023年10月 | 菊池風磨 （Sexy Zone）                          | 慎結 「ゼイチョー!〜納税課第三収納係〜」 | 5.5%       | 6.6%       |
| 新空港占拠 （第2シリーズ）                           | 2024年1月  | 櫻井翔（嵐）                                    |                                          | 6.5%       | 7.6%       |

### 土ドラ9
| タイトル                          | 放送開始   | 主演     | 原作                            | 平均視聴率 | 最高視聴率 |
| --------------------------------- | ---------- | -------- | ------------------------------- | ---------- | ---------- |
| 花咲舞が黙ってない（第3シリーズ） | 2024年4月  | 今田美桜 | 池井戸潤                        | 7.3%       | 8.1%       |
| GO HOME〜警視庁身元不明人相談室〜 | 2024年7月  | 小芝風花 |                                 | 5.9%       | 8.4%       |
| 放課後カルテ                      | 2024年10月 | 松下洸平 | 日生マユ                        | 5.9%       | 6.7%       |
| 相続探偵                          | 2025年1月  | 赤楚衛二 | 西荻弓絵（原作） 幾田羊（作画） |            |            |

### 土ドラ10
| タイトル                    | 放送開始   | 主演                   | 原作 | 平均視聴率 | 最高視聴率 |
| --------------------------- | ---------- | ---------------------- | ---- | ---------- | ---------- |
| 街並み照らすヤツら          | 2024年4月  | 森本慎太郎（SixTONES） | -    | 3.4%       | 5.1%       |
| マル秘の密子さん            | 2024年7月  | 福原遥                 | -    | 4.6%       | 6.7%       |
| 潜入兄妹 特殊詐欺特命捜査官 | 2024年10月 | 竜星涼 八木莉可子      | -    |            |            |
| アンサンブル                | 2025年1月  | 川口春奈               | -    | 5.2%       | 7.6%       |

### 土曜ドラマ（21時台・第2期）

#### 2020年代
| タイトル                   | 放送開始  | 主演         | 原作 | 平均視聴率 | 最高視聴率 |
| -------------------------- | --------- | ------------ | ---- | ---------- | ---------- |
| なんで私が神説教           | 2025年4月 | 広瀬アリス   | -    | 5.4%       | 6.4%       |
| 放送局占拠 （第3シリーズ） | 2025年7月 | 櫻井翔（嵐） | -    |            |            |

## 視聴率10傑

### 1990年以降の土曜ドラマ・平均視聴率10傑
- 数字はビデオリサーチ調べ、関東地区・世帯・リアルタイム。

| 位 | 作品名                      | 主演               | 放送年 | 視聴率 |
| -- | --------------------------- | ------------------ | ------ | ------ |
| 1  | ごくせん（第2期）           | 仲間由紀恵         | 2005年 | 28.0%  |
| 2  | 家なき子                    | 安達祐実           | 1994年 | 24.7%  |
| 3  | 金田一少年の事件簿（第1期） | 堂本剛             | 1995年 | 23.9%  |
| 4  | ごくせん（第3期）           | 仲間由紀恵         | 2008年 | 22.8%  |
| 5  | 家なき子2                   | 安達祐実           | 1995年 | 22.5%  |
| 6  | 金田一少年の事件簿（第2期） | 堂本剛             | 1996年 | 22.4%  |
| 7  | 銀狼怪奇ファイル            | 堂本光一           | 1996年 | 20.8%  |
| 8  | 明日があるさ                | 浜田雅功           | 2001年 | 19.3%  |
| 9  | 伝説の教師                  | 松本人志・中居正広 | 2000年 | 19.1%  |
| 10 | マイ☆ボス マイ☆ヒーロー     | 長瀬智也           | 2006年 | 19.1%  |

### 1990年以降の土曜ドラマ・最高視聴率10傑
- 数字はビデオリサーチ調べ、関東地区・世帯・リアルタイム。

| 位 | 作品名                      | 放送年 | 視聴率 | 該当話           |
| -- | --------------------------- | ------ | ------ | ---------------- |
| 1  | 家なき子                    | 1994年 | 37.2%  | 最終話（第12話） |
| 2  | ごくせん（第2期）           | 2005年 | 32.5%  | 最終話（第10話） |
| 3  | 家なき子2                   | 1995年 | 31.5%  | 最終話（第13話） |
| 4  | 金田一少年の事件簿（第1期） | 1995年 | 29.9%  | 最終話（第8話）  |
| 5  | 明日があるさ                | 2001年 | 29.0%  | 第1話            |
| 6  | 金田一少年の事件簿（第2期） | 1996年 | 27.8%  | 最終話（第9話）  |
| 7  | ごくせん（第3期）           | 2008年 | 26.4%  | 第1話            |
| 8  | 伝説の教師                  | 2000年 | 26.1%  | 第1話            |
| 9  | 女王の教室                  | 2005年 | 25.3%  | 最終話（第11話） |
| 10 | 銀狼怪奇ファイル            | 1996年 | 23.7%  | 最終話（第10話） |

## ネット局
| 放送対象地域   | 放送局                    | 系列                                         | 放送日時                     | ネット状況 | 備考                |
| -------------- | ------------------------- | -------------------------------------------- | ---------------------------- | ---------- | ------------------- |
| 関東広域圏     | 日本テレビ（NTV）         | 日本テレビ系列                               | 土曜 21:00 - 21:54           | 制作局     |                     |
| 北海道         | 札幌テレビ（STV）         | 日本テレビ系列                               | 土曜 21:00 - 21:54           | 同時ネット |                     |
| 青森県         | 青森放送（RAB）           | 日本テレビ系列                               | 土曜 21:00 - 21:54           | 同時ネット |                     |
| 岩手県         | テレビ岩手（TVI）         | 日本テレビ系列                               | 土曜 21:00 - 21:54           | 同時ネット |                     |
| 宮城県         | ミヤギテレビ（MMT）       | 日本テレビ系列                               | 土曜 21:00 - 21:54           | 同時ネット |                     |
| 秋田県         | 秋田放送（ABS）           | 日本テレビ系列                               | 土曜 21:00 - 21:54           | 同時ネット |                     |
| 山形県         | 山形放送（YBC）           | 日本テレビ系列                               | 土曜 21:00 - 21:54           | 同時ネット |                     |
| 福島県         | 福島中央テレビ（FCT）     | 日本テレビ系列                               | 土曜 21:00 - 21:54           | 同時ネット | [ 注 37 ] [ 注 38 ] |
| 山梨県         | 山梨放送（YBS）           | 日本テレビ系列                               | 土曜 21:00 - 21:54           | 同時ネット |                     |
| 新潟県         | テレビ新潟（TeNY）        | 日本テレビ系列                               | 土曜 21:00 - 21:54           | 同時ネット |                     |
| 長野県         | テレビ信州（TSB）         | 日本テレビ系列                               | 土曜 21:00 - 21:54           | 同時ネット |                     |
| 静岡県         | 静岡第一テレビ（SDT）     | 日本テレビ系列                               | 土曜 21:00 - 21:54           | 同時ネット |                     |
| 富山県         | 北日本放送（KNB）         | 日本テレビ系列                               | 土曜 21:00 - 21:54           | 同時ネット |                     |
| 石川県         | テレビ金沢（KTK）         | 日本テレビ系列                               | 土曜 21:00 - 21:54           | 同時ネット |                     |
| 中京広域圏     | 中京テレビ（CTV）         | 日本テレビ系列                               | 土曜 21:00 - 21:54           | 同時ネット |                     |
| 近畿広域圏     | 読売テレビ（ytv）         | 日本テレビ系列                               | 土曜 21:00 - 21:54           | 同時ネット |                     |
| 鳥取県・島根県 | 日本海テレビ（NKT）       | 日本テレビ系列                               | 土曜 21:00 - 21:54           | 同時ネット |                     |
| 広島県         | 広島テレビ（HTV）         | 日本テレビ系列                               | 土曜 21:00 - 21:54           | 同時ネット |                     |
| 山口県         | 山口放送（KRY）           | 日本テレビ系列                               | 土曜 21:00 - 21:54           | 同時ネット |                     |
| 徳島県         | 四国放送（JRT）           | 日本テレビ系列                               | 土曜 21:00 - 21:54           | 同時ネット |                     |
| 香川県・岡山県 | 西日本放送（RNC）         | 日本テレビ系列                               | 土曜 21:00 - 21:54           | 同時ネット |                     |
| 愛媛県         | 南海放送（RNB）           | 日本テレビ系列                               | 土曜 21:00 - 21:54           | 同時ネット |                     |
| 高知県         | 高知放送（RKC）           | 日本テレビ系列                               | 土曜 21:00 - 21:54           | 同時ネット |                     |
| 福岡県         | 福岡放送（FBS）           | 日本テレビ系列                               | 土曜 21:00 - 21:54           | 同時ネット |                     |
| 長崎県         | 長崎国際テレビ（NIB）     | 日本テレビ系列                               | 土曜 21:00 - 21:54           | 同時ネット |                     |
| 熊本県         | くまもと県民テレビ（KKT） | 日本テレビ系列                               | 土曜 21:00 - 21:54           | 同時ネット |                     |
| 鹿児島県       | 鹿児島読売テレビ（KYT）   | 日本テレビ系列                               | 土曜 21:00 - 21:54           | 同時ネット |                     |
| 大分県         | テレビ大分（TOS）         | 日本テレビ系列 フジテレビ系列                | 土曜 21:00 - 21:54           | 同時ネット |                     |
| 福井県         | 福井放送（FBC）           | 日本テレビ系列                               | 日曜 0:55 - 1:49（土曜深夜） | 遅れネット | [ 注 40 ]           |
| 宮崎県         | テレビ宮崎（UMK）         | フジテレビ系列 日本テレビ系列 テレビ朝日系列 | 不定期放送                   | 遅れネット | [ 注 41 ]           |

### 過去にネットしていた局
| 放送対象地域 | 放送局                              | 現在の系列     | ネット理由 | 備考                |
| ------------ | ----------------------------------- | -------------- | --- | ------------------- |
| 岩手県       | 岩手放送（IBC） （現：IBC岩手放送） | TBS系列        | 1969年12月のTVI開局まで放送。 |                     |
| 新潟県       | 新潟放送（BSN）                     | TBS系列        | 1981年4月のTNN（現：TeNY）開局まで番販扱いで放送。ただし放送時間は土曜日22時から放送。 1980年10月からJNN報道特集開始に伴い、放送時間が毎週火曜日22時からの放送に変更。 |                     |
| 長野県       | 信越放送（SBC）                     | TBS系列        | 1980年10月のTSB開局まで番販扱いで放送。 |                     |
| 静岡県       | 静岡放送（SBS）                     | TBS系列        | 1979年7月のSDT開局まで番販扱いで放送。 |                     |
| 石川県       | 北陸放送（MRO）                     | TBS系列        | 石川テレビでの時差ネット開始まで放送。 |                     |
| 島根県       | 山陰放送（BSS）                     | TBS系列        | 1972年9月にNKTが島根県に乗り入れするまで放送。 |                     |
| 長崎県       | 長崎放送（NBC）                     | TBS系列        | 1983年3月まで放送。 |                     |
| 熊本県       | 熊本放送（RKK）                     | TBS系列        | 1982年4月のKKT開局まで放送。 |                     |
| 大分県       | 大分放送（OBS）                     | TBS系列        | TOS開局後もしばらくは番販扱いで放送。 |                     |
| 宮崎県       | 宮崎放送（mrt）                     | TBS系列        | 2015年12月まで放送。それ以降UMKに移行。 |                     |
| 鹿児島県     | 南日本放送（MBC）                   | TBS系列        | 1981年3月まで放送。 |                     |
| 沖縄県       | 琉球放送（RBC）                     | TBS系列        | 番販扱いで放送。それ以降OTVに移行。 |                     |
| 沖縄県       | 沖縄テレビ（OTV）                   | フジテレビ系列 | OTV側による系列外スポンサードネットで放送。 | [ 注 43 ] [ 注 44 ] |
| 宮城県       | 仙台放送（OX）                      | フジテレビ系列 | 1970年9月の『おふくろの味』まで放送。 |                     |
| 福島県       | 福島テレビ（FTV）                   | フジテレビ系列 | 1971年9月の『焼きたてのホカホカ』まで放送。 |                     |
| 石川県       | 石川テレビ（ITC）                   | フジテレビ系列 | MROより移行。1990年4月のKTK開局まで時差ネットで放送。 1987年2月時点では火曜 22時 - 22時54分にて放送された。                                                            |                     |
| 長崎県       | テレビ長崎（KTN）                   | フジテレビ系列 | 1983年4月から1987年3月まで放送。日本テレビ系列でもあったため。 |                     |
| 鹿児島県     | 鹿児島テレビ（KTS）                 | フジテレビ系列 | 1981年4月からKYT開局直前の1994年3月まで放送。日本テレビ系列でもあったため。 1986年3月までは同時ネットだったが、同年4月から1994年3月までは火曜22時から遅れネット。      |                     |
| 中京広域圏   | 名古屋テレビ放送（NBN）             | テレビ朝日系列 | 1973年3月まで日本テレビ系列でもあったため。それ以降CTVに移行。 |                     |

### ネット局に関する備考
- 1991年3月までテレビ朝日系列とのクロスネット局であったテレビ信州は、1988年の当枠再開時、土曜ワイド劇場を同時ネットしていたため、1991年4月に長野朝日放送が開局するまでは放送されていなかった。
- 1993年9月までテレビ朝日系列、現在はフジテレビ系列とのクロスネット局であるテレビ大分は、2006年9月まで『土曜ワイド劇場』 → 『ゴールデン洋画劇場』 → 『ゴールデンシアター』 → 『土曜プレミアム』同時ネットのため遅れネットだったが、2006年10月の土曜21時枠・22時枠の日本テレビ系列改編に伴い、当番組が同時ネットに昇格変更された（同改編以降、『土曜プレミアム』は遅れネット降格）。
- フジテレビ系列単独ネット局の沖縄テレビでも、1983年3月まで日曜日22時30分 - 23時24分、1983年4月から2007年3月まで火曜日の22時 - 22時54分、2007年4月から2024年9月まで土曜日12時 - 12時54分、2024年10月より金曜0時30分 - 1時25分（木曜深夜）に放送されていた[注 45][注 44]。2025年4月改編での『土ドラ10』の廃枠に伴い、『土曜グランド劇場』時代から続いていたスポンサード遅れネットが終了した。2025年4月以降は同時間帯に『一茂×かまいたち ゲンバ』を遅れネット放送しており、現時点では『土ドラ10』から枠移動かつ改名された『土曜ドラマ』、『土ドラ9』から枠移動かつ改名された『水曜ドラマ』、および同時間帯の後継番組『with MUSIC』に関しては現時点ではいずれも遅れネットは行われていない[注 46]。
- 長年の地方ネット局で、日本テレビ系列・テレビ朝日系列とのクロスネット局である福井放送は、2008年4月の番組改編で同日21時 - 23時の2時間にわたって2枠1組で1本のテレビ朝日製作連続ドラマ遅れネット枠として編成される枠に変更され、このうち（枠移動前の）当番組の放送枠にあたる前半ゾーンを木曜ドラマに置き換え、さらに（枠移動後の）当番組の放送枠にあたる後半ゾーン（同日22時枠）で古くから放送されている同じテレビ朝日の東映製作刑事ドラマと連結するようになり、スポンサードネット（前記の2枠も同じ）のまま土曜日16時 - 16時54分に枠移動することとなり、併せてエンドカードも新設された。（その後、2025年4月からは日曜0時55分 - 1時49分（土曜深夜）に枠移動した。）そのため、2008年4月改編以降において各作品ごとに視聴者プレゼントがある場合は、同局側の視聴者に配慮して、応募締め切り日までの余裕日数を長めに設定している。2018年現在では同局放送分におけるこの3つのドラマにはすべてエンドカードが付いている。

### ネット配信
| 配信元          | 更新日時        | 備考                             |
| --------------- | --------------- | -------------------------------- |
| 日テレ無料TADA! | 土曜 22:54 更新 | 日本テレビの最新話限定で無料配信 |
| TVer            | 土曜 22:54 更新 | 日本テレビの最新話限定で無料配信 |
| hulu            | 更新時間不明    | 有料会員は全話見放題             |